# Guillaume Le Gentil
Guillaume Joseph Hyacinthe Jean-Baptiste Le Gentil de la Galaisière (Coutances, 12 settembre 1725 – Parigi, 22 ottobre 1792) è stato un astronomo francese.

## Biografia

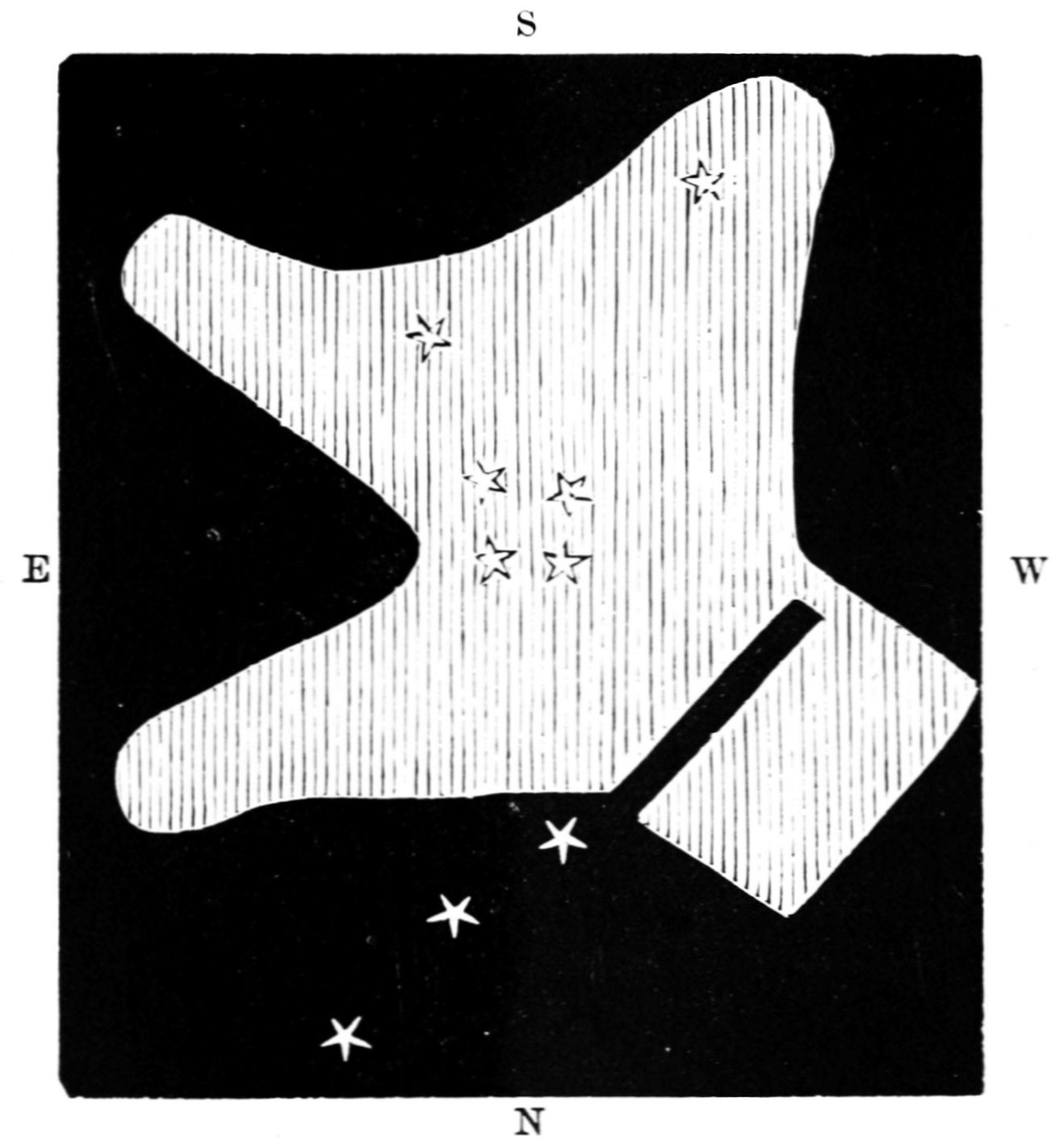
La Nebulosa di Orione disegnata da Le Gentil nel 1758.

Prima di occuparsi di astronomia, cercò di entrare a far parte della chiesa. Scoprì quelli che oggi conosciamo come oggetti di Messier M32, M36 e M38, come anche la nebulosa in M8, e fu il primo a catalogare la nebulosa oscura chiamata anche Le Gentil 3 (nella costellazione del Cigno). Tuttavia, egli è ricordato prevalentemente per la sorte avversa che si abbatté su di lui quando decise di osservare il transito di Venere del 1761 a Pondicherry, una colonia francese in India.
Partì da Parigi nel marzo del 1760, e raggiunse Île de France (Mauritius) a luglio. Ma una volta appreso della guerra che era scoppiata tra la Francia e l'Inghilterra, ritenne troppo rischioso cercare di raggiungere Pondicherry, e così decise di dirigersi altrove; in seguito si imbarcò su una fregata che era diretta verso la costa Coromandel dell'India, e partì nel marzo del 1761. Quando erano ormai quasi giunti a destinazione, vennero a sapere che l'Inghilterra aveva occupato Pondicherry, e quindi la fregata fu costretta a ritornare a Île de France. Venne il 6 giugno, il giorno del transito, e il cielo era terso, ma Le Gentil non poté fare osservazioni astronomiche con la nave in movimento. Si era recato all'estero per osservare il transito solare di Venere, e siccome nell'arco di 8 anni ce ne sarebbe stato un altro, decise di restare (i transiti solari di Venere si verificano in coppie, a distanza di 8 anni l'uno dall'altro, ma più di un secolo intercorre tra ognuna di queste coppie).
Trascorse parte del tempo a disegnare una mappa della costa orientale del Madagascar, poi decise di osservare il transito solare del 1769 da Manila, nelle Filippine. Ma da un lato incontrò ostilità da parte delle autorità spagnole del luogo, da un altro l'Accademia Reale delle scienze riteneva Manila troppo a oriente per avere visione dell'evento e gli scrisse di tornare in India, così si diresse di nuovo verso Pondicherry, dove arrivò nel marzo del 1768, che nel frattempo era ritornata alla Francia in seguito al trattato di pace del 1763. Costruì un piccolo osservatorio e aspettò pazientemente. Finalmente, il giorno dell'evento arrivò (3 giugno 1769), ma nonostante le altre mattinate di quel mese fossero state tutte serene, quel giorno il cielo divenne coperto, e Le Gentil non poté osservare nulla. Per un certo periodo di tempo rasentò la pazzia, ma alla fine riuscì a recuperare le forze per poter ritornare in Francia.
Il viaggio di ritorno fu attardato prima dalla malattia, ed in seguito da una tempesta che lo costrinse a sbarcare a Île Bourbon (Réunion), dove dovette aspettare una nave spagnola che lo riportò a casa. Ritornato finalmente a Parigi nell'ottobre del 1771, scoprì che le autorità avevano decretato la sua morte presunta, qualcuno aveva preso il suo posto nell'Accademia Reale delle Scienze, sua moglie si era risposata, e tutti i suoi averi erano stati divisi tra gli eredi. Per risolvere quest'ultimo problema ci vollero molti processi, ma l'intervento del re gli restituì immediatamente un posto in accademia; si risposò e visse apparentemente felice per altri 21 anni.

## Opere
- (FR) Voyage dans les mers de l'Inde, fait par ordre du Roi, à l'occasion du passage de Vénus, sur le disque du Soleil, le 6 juin 1761 & le 3 du même mois 1769 par M. Le Gentil, de l'Académie royale des sciences. Imprimé par ordre de sa Majesté, A Paris, de l'Imprimerie royale 1779 et 1781, 2 volumes in-4°.

## Nella cultura di massa
Alle sue vicende è dedicata la canzone Le Gentil del complesso italiano Pinguini Tattici Nucleari, incluso nell'album Diamo un calcio all'aldilà del 2015.